# Jan Kocik
Jan Kanty Kocik (ur. 18 października 1900 w Herten w Westfalii, zm. 29 czerwca 1992 w Złotowie) – przed II wojną światową działacz polonijny Związku Polaków w Niemczech, dyrektor Banku Ludowego w Złotowie, następnie w latach 1945–1948 burmistrz Złotowa.

## Życiorys
Syn kowala, polskiego emigranta do Westfalii, który pod koniec XIX wieku wyjechał w poszukiwaniu chleba z Wielkopolski do ośrodka przemysłowo-górniczego w Niemczech. Ojciec Jana znalazł pracę najpierw w kopalni węgla Zollverein w Katernbergu, a po roku wyjechał do miasta Herten, gdzie istniało już spore skupisko polskich emigrantów. Tam znalazł pracę w kopalni Ewald, w której pracował do 1923. Był członkiem Związku Zawodowego Górników Polskich w Westfalii i polskiego Towarzystwa św. Barbary w Herten.
Jan miał pięcioro młodszego rodzeństwa, wszyscy urodzeni w Herten i wszyscy wychowywani w duchu polskości. Korzystali z polskich bibliotek, w domu uczyli się pisać i czytać po polsku, rozmawiali w domu także tylko po polsku, a jedyną gazetą, na której kupowanie ich było stać był wydawany w Bochum, a później w Lille, we Francji „Wiarus Polski”.
Jan Kocik od 1907 do 1915 r. uczęszczał do szkoły powszechnej w Herten, był tam uczniem – według jego własnych słów – przodującym. Rodzina nie miała jednak pieniędzy na dalszą jego naukę, toteż nazajutrz po ukończeniu szkoły, już 1 kwietnia 1915 rozpoczął pracę w kopalni jako uczeń kowalski. Wkrótce został ślusarzem, i po roku pracy w dwóch zakładach remontowych (próbował znaleźć pracę w zakładach Kruppa w Essen, ale go nie przyjęto, bo nie posiadał świadectwa ukończenia nauki) zatrudnił się jako ślusarz remontowy w fabryce chemicznej Pluto Wilhelm w Wanne. Pracował tam od 1917 do 1919 (w 1919 po egzaminie przed izbą rzemieślniczą w Recklinghausen uzyskał świadectwo wykwalifikowanego ślusarza), po czym wrócił do rodziny do Herten, gdzie w kopalni Ewald zatrudnił się jako dołowy ślusarz remontowy. Równolegle z pracą zawodową kontynuował naukę zarówno w zakresie fachowym, jak i ogólnym; ukończył kursy techniczne, a potem przez dwa i pół roku uczęszczał prywatnie na lekcje u profesorów gimnazjum. W roku 1923 Westfalię opuścili jego rodzice i rodzeństwo, którzy zdecydowali się wyjechać z Niemiec dalej na zachód, do francuskiego Lille. Jan Kocik został w Niemczech, bo zamierzał dokończyć rozpoczętą naukę na poziomie gimnazjum. 7 i 8 kwietnia 1924 jako ekstern zdał w gimnazjum matematyczno-przyrodniczym w Recklinghausen tzw. „małą maturę”. Pogorszenie się sytuacji ekonomicznej w Niemczech w tym okresie spowodowało, że przez trzy miesiące był bezrobotny i musiał zrezygnować z dalszej nauki. Potem przez pewien czas pracował jako pomocnik górnika.
Za pośrednictwem swego kolegi z ławy szkolnej Antoniego Dudziaka nawiązał kontakt ze Związkiem Polaków w Niemczech, który – po odpływie znacznej liczby Polaków z Niemiec zarówno do odrodzonej Polski, jak i do zagłębi francuskich i belgijskich – cierpiał na brak młodych kadr działaczy. Jesienią 1924 centrala Związku zatrudniła Kocika w biurze wydziału prasowego w Berlinie, a po dwóch miesiącach skierowała go do Sztumu, skąd po kolejnym miesiącu wrócił do Berlina. Po ustaleniach poczynionych tam z sekretarzem generalnym Związku Polaków w Niemczech dr. Janem Kaczmarkiem, Kocik jako podopieczny Związku Obrony Kresów Zachodnich wyjechał do Poznania. Pomimo że młody Kocik chciał zostać inżynierem, to jednak uczył się tam – tak jak to uzgodnił z dr. Kaczmarkiem – zagadnień z zakresu bankowości. Pracował na różnych stanowiskach od 7 stycznia 1925 do lipca 1927, najpierw w spółdzielczym Banku Pożyczkowym w Poznaniu, potem od 6 lipca 1925 w Poznańskim Banku Ziemian, a następnie w Związku Spółdzielni Zarobkowych i Gospodarczych w Poznaniu. Jednocześnie, 1 stycznia 1927, zakończył naukę w sektorze bankowości. Z końcem lipca 1927 Związek Polaków w Niemczech, uznając fachowe przygotowanie Kocika do pracy na samodzielnym stanowisku w banku za wystarczające, skierował go do Banku Ludowego w Złotowie na stanowisko kierownika, zwolnione z powodu nagłego zgonu dotychczasowego kierownika, Pawła Panglisza.
Prezesem rady nadzorczej tego banku był ksiądz doktor Bolesław Domański z pobliskiego Zakrzewa. Po spotkaniu Kocika z księdzem Domańskim ten ostatni zarekomendował 6 sierpnia 1927 radzie nadzorczej Banku Ludowego w Złotowie zatrudnienie młodego bankowca na stanowisku kierownika. Jednocześnie Kocik zobowiązał się do opracowania broszury mającej na celu odbudowę nadwątlonej wielkim kryzysem gospodarczym i niedawną hiperinflacją w Niemczech reputacji banku. Rok później Kocik przyczynił się do utworzenia w 1928 w tym mieście Polskiego Klubu Sportowego „Sparta”, którego został prezesem. Klub ten miał wówczas tylko jedną sekcję – piłki nożnej. W 1932, podczas ostatnich przed wojną wyborów komunalnych, Jan Kocik został wybrany jednym z dwóch przedstawicieli mniejszości polskiej do rady miejskiej w Złotowie.
Podczas II wojny światowej Kocik był przez prawie sześć lat więźniem obozu koncentracyjnego Sachsenhausen. Przetrwał obóz i wrócił do Złotowa: w 1945 został tam burmistrzem i przyczynił się do powstawania pierwszych powojennych struktur umożliwiających funkcjonowanie miasta po włączeniu go w granice Polski: pierwszej w mieście spółdzielni, a także straży pożarnej, Powiatowej Biblioteki Publicznej i innych.
Także w następnych latach był aktywnym działaczem społecznym, za co otrzymał tytuł honorowego obywatela Złotowa; jedna z ulic w tym mieście ma dziś Jana Kocika za swego patrona.

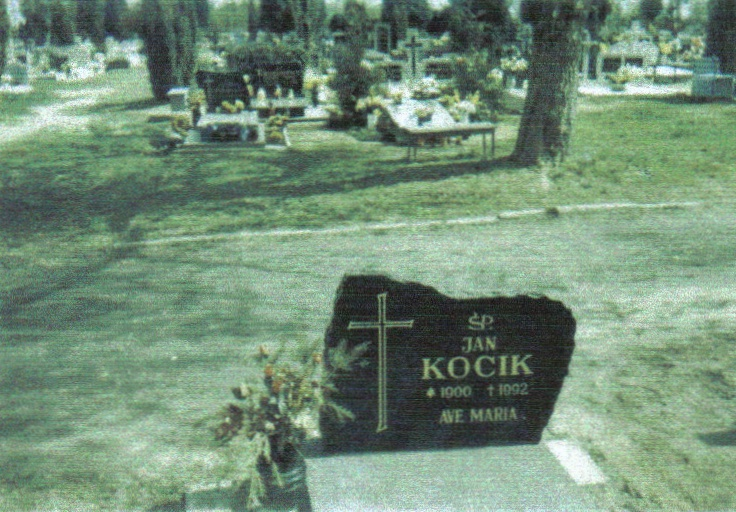
Grób Jana Kocika w Złotowie

Autor nagrodzonych w 1986 przez Główną Komisję Badania przeciwko Narodowi Polskiemu – IPN i Związek Bojowników o Wolność i Demokrację w konkursie „Losy narodu polskiego podczas okupacji” prac pt. „Moje wspomnienia z obozu koncentracyjnego” oraz „Wspomnienia o mojej pracy społecznej i zawodowej w bankowości”, a także paru innych, m.in. „Rola książki i prasy polskiej na Ziemi Złotowskiej w latach 1923–1939” i wydanej w 1962 pt. „60 lat Banku Ludowego w Złotowie”.